# Leonid Sjamkovitsj
Leonid Aleksandrovitsj Sjamkovitsj (Russisch: Леонид Александрович Шамкович) (Rostov aan de Don, 1 juli 1923 - New York, 22 april 2005) was een Russisch-Israëlisch-Amerikaans schaker. In 1954 en in 1956 won hij het kampioenschap van de Russische Federatie. In 1965 werd hij FIDE grootmeester. Hij is zes keer kampioen van de Sovjet-Unie geweest, de laatste maal in 1972. Op het toernooi in Moskou in 1962 eindigde hij als derde.
In 1975 emigreerde hij naar Israël van welk land hij ook kampioen werd. Een paar jaar later vertrok hij naar de Verenigde Staten, waar hij het open kampioenschap won in 1976 & 1977. Hij is auteur van enkele boeken.
Leonid Sjamkovitsj overleed op 81-jarige leeftijd ten gevolge van de ziekte van Parkinson en kanker.

## Sjamkovitsjvariant
| 8 | rd                 |    | bd | qd |    | rd | kd |    |
| 7 | pd                 | pd | pd |    | pd | pd | bd | pd |
| 6 |                    |    | nd |    |    | nd | pd |    |
| 5 |                    |    |    |    |    |    |    |    |
| 4 |                    |    | ql | pl | pl |    |    |    |
| 3 |                    |    | nl |    |    | nl |    |    |
| 2 | pl                 | pl |    |    |    | pl | pl | pl |
| 1 | rl                 |    | bl |    | kl | bl |    | rl |
|   | a                  | b  | c  | d  | e  | f  | g  | h  |
|   | Sjamkovitsjvariant |    |    |    |    |    |    |    |

Sjamkovitsj heeft zich verdiept in de schaakopening Grünfeld-Indisch. Die opening kent de belangrijke Russische variant: 1.d4 Pf6 2.c4 g6 3.Pc3 d5 4.Pf3 Lg7 5.Db3 Leonid Sjamkovitsj heeft hier een subvariant aan toegevoegd, te weten 5...dc 6.Dc4 0-0 7.e4 Pc6 diagram

## Openingen
Leonid speelde met wit de volgende openingen:
| naam           | winst | verlies | remise | w.p. |
| -------------- | ----- | ------- | ------ | ---- |
| Siciliaans     | 83    | 40      | 77     | 60   |
| Frans          | 25    | 9       | 11     | 67   |
| Spaans         | 30    | 17      | 20     | 59   |
| Engels         | 21    | 17      | 24     | 53   |
| Caro Kann      | 12    | 4       | 17     | 62   |
| Koningsindisch | 23    | 19      | 18     | 53   |
| Nimzo-Indisch  | 6     | 10      | 21     | 44   |
| Réti           | 13    | 4       | 10     | 66   |
| Slavisch       | 13    | 5       | 8      | 65   |
| anders         | 69    | 30      | 77     | 61   |

Leonid speelde met zwart de volgende openingen:
| naam             | winst | verlies | remise | w.p. |
| ---------------- | ----- | ------- | ------ | ---- |
| Siciliaans       | 17    | 27      | 19     | 42   |
| Grünfeld-Indisch | 4     | 0       | 13     | 61   |
| Rétit            | 1     | 6       | 3      | 25   |
| Ben-Oni          | 5     | 3       | 1      | 61   |
| Engels           | 9     | 10      | 7      | 48   |
| Koningsindisch   | 4     | 3       | 4      | 54   |
| Caro Kann        | 3     | 5       | 5      | 42   |
| Slavisch         | 1     | 2       | 6      | 44   |
| Nimzo-Indisch    | 0     | 3       | 6      | 33   |
| anders           | 18    | 21      | 22     | 47   |